# Mival
Mival is een historisch merk van motorfietsen.
Mival (of Mi-Val) staat voor: Metalmeccanica Italiana Val Trompia S.p.A of voor: Minganti Val Trompia, Gardone Val Trompia, Brescia (1950-1967).
Dit veelzijdige Italiaanse merk werd in 1950 opgericht door een zekere heer Mingantie uit Bologna.
Hij heeft hierbij hulp gehad van onder andere Pieto Beretta van de gelijknamige wapenfabriek.
De eerste motorfietsen kwamen in 1951 uit de fabriek en waren een bijna perfecte kopie van de DKW RT 125 zowel het frame met plunjervering als ook het motorblok.
Er werden gedurende de jaren vijftig diverse tweetaktmodellen gemaakt en daar kwamen in de tweede helft ook viertaktmodellen bij.
Ook werd er een driewieler gemaakt zoals de "Messerschmitt Kabinenroller" de Mivalino met een 175cc-motor, naast vele bromfietsmodellen.
Eind jaren zestig ging de fabriek na de dood van Mingantie over in de Beretta machine (wapen)fabriek.
De naam Mi-Val verdween in de jaren negentig, volgens andere bronnen echter al in 1967.